# Johanna Mugrauer

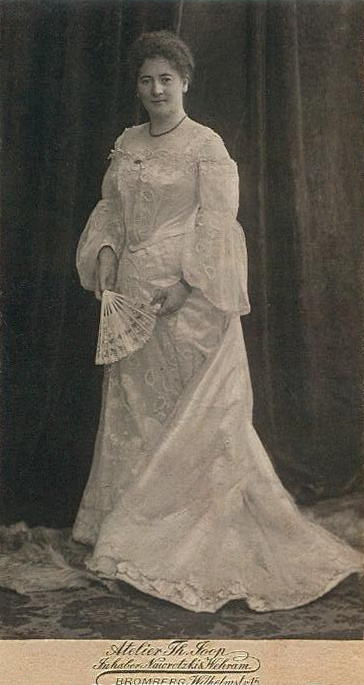
Johanna Mugrauer

Johanna Mugrauer (* 28. März 1869 in Bad Grindschädel/Gutwasser; † 15. November 1940 in Prachatitz/Prachatice) war eine österreichische Opernsängerin (Sopran).

## Leben
Ihre Eltern betrieben das Kurhaus in Bad Grindschädel. Kurgästen fiel die Stimmbegabung des Mädchens auf. Sie rieten daher den Eltern, ihre Tochter am Konservatorium – zunächst in Linz und danach in Prag – zur Sängerin ausbilden zu lassen. Als Koloratursopranistin wirkte sie ab dem Jahre 1891 in festen Engagements in Linz (Landständisches Theater), Prag (Deutsches Theater), Stettin (Stadttheater), Nürnberg (Stadttheater), Mannheim (Nationaltheater), Magdeburg (Stadttheater), Czernowitz (Stadttheater), Olmütz (Königl. städtisches Theater), Berlin (Theater des Westens), Rostock (Stadttheater) und Essen (Stadttheater). Ab 1906 gastierte sie von Berlin aus ohne festes Engagement; zuletzt an der Metropolitan Opera in New York.
1910 zog sie sich bereits von der Bühne zurück und ließ sich nahe ihrem Geburtsort in Prachatitz/Prachatice nieder, wo sie sich von ihrem Ersparten die Villa Tilp kaufte und mit zwei gleichfalls ledig gebliebenen Schwestern als „Private“ ein zurückgezogenes, aber offenbar auskömmliches Leben führte. 1928 sah sie sich jedoch wegen des durch die Weltwirtschaftskrise verursachten Verlustes ihrer Anlagen in Wertpapieren zum Verkauf ihrer Villa gezwungen. Den Rest ihres Lebens verbrachte sie im Hause ihres Bruders in Prachatitz – weitgehend vergessen. Begraben wurde sie im Grabe ihrer Eltern auf dem Friedhof in Sablat/Záblatí. Im August 2019 wurde dort eine zweisprachige Gedenktafel zur Erinnerung an die Künstlerin angebracht.
Sie war zwar auf der Bühne eine Primadonna, machte aber aus ihrer Person kein Aufsehen. In den deutschen bürgerlichen Kreisen von Prachatitz war als Grund für das frühe Ende ihrer Karriere die Rede von „Intrigen“, denen sie nicht länger ausgesetzt sein wollte. Mit der Vertreibung der deutschen Bewohner der Stadt im Jahre 1946 verlor sich allmählich auch die Erinnerung an die „Nachtigall des Böhmerwaldes“.

## Rollen (Auswahl)

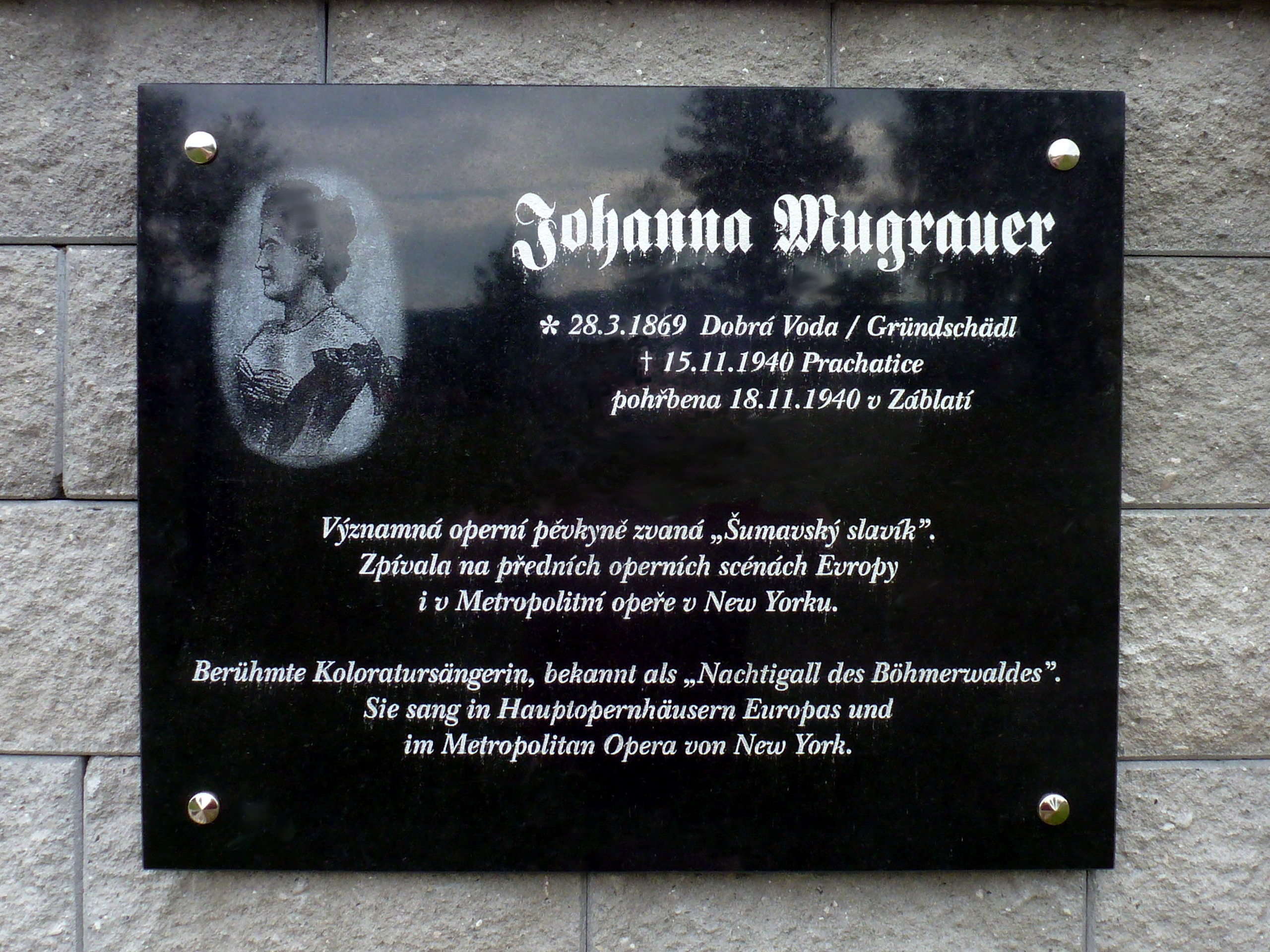
Gedenktafel für Johanna Mugrauer auf dem Friedhof in Záblatí

- Constanze – Die Entführung aus dem Serail (Wolfgang Amadeus Mozart)
- Königin der Nacht – Die Zauberflöte (Wolfgang Amadeus Mozart)
- Marzelline – Fidelio (Ludwig van Beethoven)
- Agathe – Der Freischütz (Carl Maria von Weber)
- Frau Fluth – Die lustigen Weiber von Windsor (Otto Nicolai)
- Woglinde – Das Rheingold (Richard Wagner)
- Eva – Die Meistersinger von Nürnberg (Richard Wagner)
- Lucia – Lucia di Lammermoor (Gaetano Donizetti)
- Violetta – La traviata (Giuseppe Verdi)
- Frasquita – Carmen (Georges Bizet)